# Moviemistakes.com
Moviemistakes.comは、映画やテレビ番組で発見された間違いを記したウェブサイトで、いくつかの本やゲーム、トリヴィア、引用、DVDのイースターエッグ、映画の予告編などを網羅した補足資料もある。1996年9月にジョン・サンディスによって作成された。このサイトでは、ミスを9つの分野に分類している。繋ぎのミス、事実との違い、製作過程がわかるミス、スタッフや機材の映り込み、プロットホール、音声のミス、意図的なミス、キャラクターのミス、そしてその他である。
2021年1月29日現在、13,000以上のタイトルから160,000以上のミスと20,000以上のトリヴィアが掲載されている。

## 歴史
サンディスはギルフォード・ロイヤル・グラマースクールに通っていた時に、『ジュラシック・パーク』や『トゥルーライズ』の間違いに気付いた事がきっかけで、映画でのミスに興味を持つようになった。彼は1996年にMovie Mistakesのウェブサイトを、いくつかのリストとメールアドレスを掲載した1つだけのページから始めた。サウサンプトン大学に入ってからは、大学のサーバでサイトを運営していた。 1998年、タイムズ紙の映画のミスに関する記事でこのサイトが取り上げられ、アクセス数が増加した。1999年、サイトは大学のサーバが手狭になり、専用のサーバに移行し、運営資金を得るためにプロモーションや広告を出すなどした。
2001年4月9日、『グラディエーター』でのミスに関するデイリー・ミラー紙の記事をきっかけに、サイトは再び人気を集めた。 同じ日、サンディスはイギリスの朝の番組に招かれ、映画のミスについて議論したが、これは番組が打ち切られるまで毎週の特集となった。これをきっかけにサイトへの関心がさらに高まり、アクセス数の増加に伴い、システムのアップグレードのために一時的にサイトを閉鎖することになった。 このような経緯から、サンディスはフルタイムでサイトに取り組むようになった。
2003年には1日平均26,000件のアクセスがあり、2003年12月には『ロード・オブ・ザ・リング/王の帰還』のミスに関する記事がスラッシュドットに掲載され、当時の記録である100,000件のアクセスを記録し、サイトのサーバがクラッシュし、10万ヒットを記録した。2005年1月には、「Top Mistakes of 2004」のリストが複数の出版物にコピーされ、過去最高の15万ヒットを記録し、再びサイトがクラッシュしたため、サーバーのアップグレードが必要となった。
このサイトは、ピーター・ジャクソンやゴア・ヴァービンスキーら映画監督のインタビューでも触れられている。
2003年には、プレミアム機能付きの年間メンバーシップの販売を開始した。内容は、写真、ビデオ、質問のためのセクションと共に、様々なミスのリストを含むように拡大した。2008年にはPC Magazineの「映画ファンのためのベストウェブサイト」の1つに選ばれた。

## 関連プロジェクト
このサイトに加えて、サンディスは映画のミス、トリヴィア、テレビのミスなどを扱った7冊の本を執筆している。また、関連サイト「thebigfatlist.com」にも携わっている。2008年には、「The Movie Timeline.com」の創始者であるポール・ケレンサと共に、毎週ポッドキャスト「Movie Banter」の収録を開始した。